# Omar Chabán
Emir Omar Chabán (San Martín, Buenos Aires, 31 de marzo de 1952-Buenos Aires, 17 de noviembre de 2014) fue un empresario y productor musical argentino. Conocido en su país como un difusor del rock nacional, su nombre se hizo conocido internacionalmente tras la masacre de la discoteca República Cromañón en Buenos Aires, causada por un incendio que comenzó la noche del 30 de diciembre de 2004, durante un recital de la banda de rock Callejeros. Este incendio provocó una de las mayores tragedias no naturales en Argentina, causando la muerte de 194 personas y dejando al menos 1432 heridos. Chabán era el gerente y la cara visible del local, donde se realizaban regularmente conciertos de rock.

## Biografía
Hacia principios de la década de 1980, Chabán abrió el Café Einstein en sociedad con Sergio Aisenstein y Helmut Zieger, en la intersección de las avenidas Pueyrredón y Córdoba de la Ciudad de Buenos Aires. Cuando el local cerró en 1984 tras funcionar durante dos años, el nombre del lugar se había convertido en una referencia importante del rock nacional, pues por allí pasaron en sus inicios grupos como Soda Stereo, Sumo y Los Twist. En el lugar también se realizaban performances teatrales con conocidas figuras del ámbito local y en ocasiones con la participación del mismo Chabán.
En junio de 1985, el empresario inauguró Cemento, un gran espacio pensado inicialmente como una discoteca orientada al rock, aunque poco después comenzaron a realizarse recitales en vivo en el lugar. A principio de los años 1990 el lugar fue clausurado en forma temporal debido a las quejas de los vecinos. Por allí pasaron bandas que luego formarían parte de la primera línea del rock argentino, como por ejemplo Los Redonditos de Ricota, Las Pelotas y A.N.I.M.A.L.. Por esos años, Chabán abrió otro local de menor tamaño que Cemento en la zona céntrica de la ciudad, llamado Die Schule, aunque el emprendimiento tuvo una vida muy corta.
En todos los casos, Omar Chabán imprimió al lugar su personalidad, siendo característico su trato personalizado con los músicos y managers de las bandas. En abril de 2004, inauguró el más grande de los locales de los que fue gerente, República Cromañón.
Además de su actividad empresarial, Chabán mantuvo en todo momento su faceta como artista plástico y actor. Eran frecuentes sus actuaciones, a las que podía asistirse en forma gratuita, en la disco Cemento.

## Causa Cromañón
Horas después de la tragedia de República Cromañón Omar Chabán fue detenido por orden de la juez María Angélica Crotto. Fue liberado en el año 2005, a sólo 5 meses de ocurrida la tragedia. Pasó 166 días en libertad (en casa de su madre y en la Isla del Delta) y luego volvió al Penal de Marcos Paz. Allí pasó más de 2 años, hasta que consiguió su excarcelación y fue liberado el 7 de diciembre de 2007.  Esperó el inicio del juicio en su contra refugiado en una casa que amigos le prestaron a unos 100 kilómetros de la Ciudad de Buenos Aires. Omar Chabán llegó al juicio procesado por los delitos de "estrago doloso seguido de muerte" y "cohecho activo" que contemplan una pena de hasta 26 años de prisión.
El 19 de agosto de 2009, el Tribunal Oral Criminal 24 condenó a Chabán a 20 años de prisión. En abril de 2010 el ex gerenciador de Cromañón continuó en libertad debido a que apeló su sentencia ante la Cámara de Casación Penal.
En abril de 2011 la Cámara de Casación revisó la sentencia condenando a Chabán, todos los miembros de la banda y otras personas involucradas como partícipes necesarios del delito de "Incendio Culposo seguido de muerte en concurso real con cohecho activo".
El 17 de octubre de 2012 fue sentenciado a 10 años y 9 meses de prisión.
Se ordenó el inmediato cumplimiento de la pena impuesta a todos los condenados (catorce en total), por el Caso Cromañón.
En 2012, tras la sentencia fuentes judiciales confirmaron que se presentaron voluntariamente Omar Chabán, su asistente Raúl Alcides Villarreal, entre otros.

## Vida privada
Estuvo en pareja con la vedette, bailarina, empresaria, cantante, escritora y actriz Katja Alemann, quien le hizo un préstamo para abrir la disco Cemento.

## Fallecimiento
Luego de su reclusión en prisión, su salud empezó a deteriorarse por sufrir de cáncer; hospitalizado en el hospital Santojanni, recibió quimioterapia y transfusiones para tratar un linfoma presente, habiéndose diagnosticado su dolencia como enfermedad de Hodgkin de grado cuatro (terminal). Debido a esto llegó a pesar 50 kilos por su estado de deterioro. El 27 de agosto de 2013, El Tribunal Oral en lo Criminal N.º 24 le concede la prisión domiciliaria luego de estar internado con custodia desde el 12 de junio del mismo año en el Hospital General de Agudos Donación Francisco Santojanni.
Falleció el 17 de noviembre de 2014. Sus restos fueron inhumados en el Cementerio Islámico de San Justo.

## Filmografía[19]
| Año  | Película                               | Rol/Personaje | Director            |
| ---- | -------------------------------------- | ------------- | ------------------- |
| 2002 | Luca Vive                              | Él Mismo      | Jorge Coscia        |
| 2003 | El Tigre escondido                     |               | Luis Barone         |
| 2009 | Ellos son, Los Violadores (Documental) |               | Juan Riggirozzi     |
| 2017 | Cemento, El Documental                 | Él Mismo      | Lisandro Carcavallo |
| 2024 | Cromañón, El Documental                | Él Mismo      | Natalia Labaké      |